# Blaine County, Nebraska
Blaine County är ett administrativt område i delstaten Nebraska, USA, med 478 invånare. Den administrativa huvudorten (county seat) är Brewster.

## Geografi
Enligt United States Census Bureau har countyt en total area på 1 849 km². 1 9841 km² av den arean är land och 10 km² är vatten.

### Angränsande countyn
- Loup County, Nebraska - öst
- Custer County, Nebraska - syd
- Logan County, Nebraska - sydväst
- Thomas County, Nebraska - väst
- Cherry County, Nebraska - nordväst
- Brown County, Nebraska - nord